# Heaven's Gate (secta)
Heaven's Gate fue una religión ovni liderada por Marshall Applewhite (1931–1997) y Bonnie Nettles (1928–1985). El fin de esta secta coincidió con el paso del cometa Hale-Bopp, el cual se consideró un acontecimiento en 1997. Applewhite convenció a 38 de sus seguidores para suicidarse de manera que sus almas ascenderían a una nave espacial que ellos creían se encontraba detrás del cometa. Este tipo de creencias ha llevado a algunos observadores a tildar a este grupo como un tipo de religión ovni.

## Secta destructiva

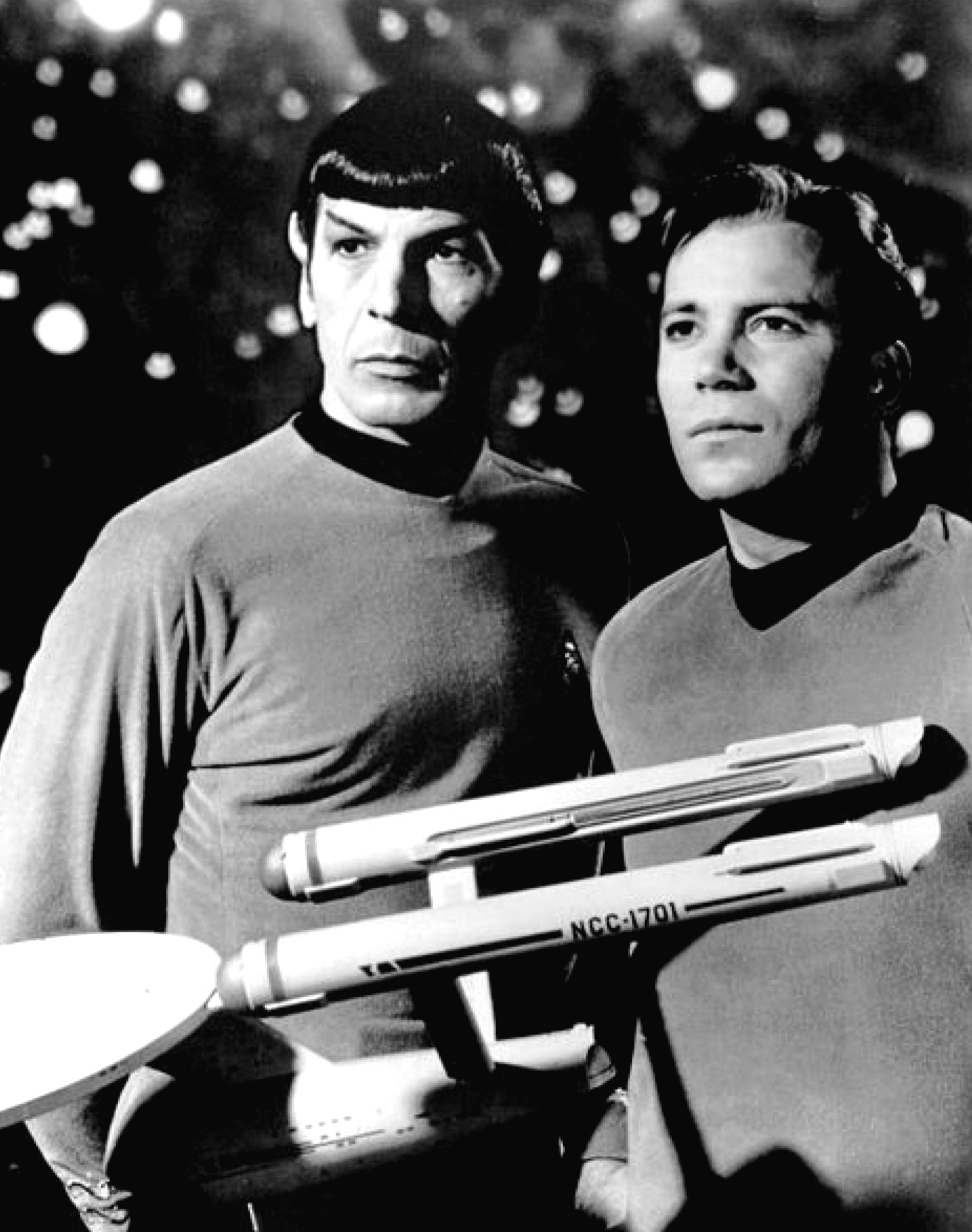
Dos personajes de Star Trek, serie de películas que Applewhite solía comentar con frecuencia.

El 1975, Marshall Applewhite, y su pareja Bonnie Nettles decidieron contactar con los extraterrestres y buscaron seguidores que pensaran como ellos. Publicaron avisos de reuniones donde reclutaban discípulos, a los que llamaban «tripulantes». En los eventos, pretendían representar a seres de otro planeta, el Siguiente Nivel, que buscaban participantes para un experimento y decían que quienes participaran allí ascenderían a un nivel evolutivo superior. Él y Nettles se referían a sí mismos como «Guinea» y «Pig» (en español haciendo referencia a «conejillo de indias»).
Applewhite se describía a sí mismo como un «instructor de laboratorio» y era el orador principal, mientras que Nettles intervenía en ocasiones para clarificar observaciones o para hacer correcciones. Ambos hablaban rara vez con los participantes: lo único que hacían era pedirles sus números telefónicos para poder contactarlos.
Al principio, nombraron a su organización Anonymous Sexaholics Celibate Church (en español, «Iglesia célibe para erotómanos anónimos»), pero pronto se hizo conocida como Human Individual Metamorphosis (en español, «La metamorfosis individual humana»).
Applewhite creía en la teoría de los antiguos astronautas, que sugiere que los extraterrestres visitaron a la humanidad en el pasado, que depositaron a los humanos en la Tierra y que regresarán para recoger a unos pocos selectos.
Algunas partes de esta hipótesis son similares al concepto de la elección incondicional de las Iglesias Reformadas cristianas; esta influencia se debió, probablemente, a la educación presbiteriana de Applewhite. A menudo, hablaba sobre los extraterrestres usando frases de Star Trek y declaraba que los aliens se comunicaban con él mediante el programa.
Applewhite y Nettles enviaron publicidades a varios grupos de California y fueron invitados a hablar a numerosos devotos de la nueva era en abril de 1975.
En dicha reunión convencieron a casi la mitad de los cincuenta participantes para que los siguieran. También se enfocaron en los campus universitarios: en agosto, dieron una conferencia en el Cañada College. En una reunión en Oregón en septiembre de 1975, lograron reclutar a más personas: alrededor de treinta personas abandonaron sus hogares para seguir a la pareja, lo que atrajo la atención de los medios de comunicación. La cobertura fue negativa: los periodistas y algunos antiguos miembros se burlaron del grupo y lanzaron acusaciones de lavado de cerebro contra Applewhite y Nettles. Sin embargo, Balch y Taylor declararon que Applewhite y Nettles evitaron las tácticas de presión, ya que buscaban solamente seguidores devotos.
Benjamin E. Zeller, un académico que realizó estudios sobre las religiones nuevas, notó que las enseñanzas de Applewhite y Nettles se centraban en la salvación a través del crecimiento individual y encontró similitudes con las corrientes del movimiento de la nueva era. Asimismo, enfatizó la importancia de la elección personal. Applewhite y Nettles, sin embargo, negaron cualquier conexión con el movimiento de la nueva era, ya que lo consideraban una creación de los seres humanos. Janja Lalich, una socióloga que estudia las sectas, atribuye su éxito para reclutar gente a su ecléctica mezcla de creencias y la manera en que se apartaron de las enseñanzas típicas de la nueva era: por ejemplo, describían naves espaciales mientras seguían usando lenguaje cotidiano. La mayoría de sus discípulos eran jóvenes y estaban interesados en el ocultismo, o bien vivían apartados de la sociedad establecida.
Provenían de una gran variedad de religiones, incluyendo religiones orientales y la cienciología. La mayoría conocía bien las enseñanzas de la nueva era y permitieron que Applewhite y Nettles los convirtieran con facilidad. Applewhite enseñaba que sus seguidores llegarían a un nivel más alto del ser, como una oruga que se convierte en una mariposa; usó este ejemplo en casi todos los primeros libros que escribieron. Applewhite sostenía que sufrirían un cambio biológico, ya que se convertirían en una especie nueva, donde sus enseñanzas serían verdades científicas alineadas con el naturalismo secular.
Con sus primeros seguidores, hizo hincapié en que no estaba hablando metafóricamente y solía usar las palabras «biología» y «química» en sus discursos. A mediados de los años setenta, intentó evitar el uso del término «religión» porque la veía como una disciplina inferior a la ciencia. Aunque si bien descartaba a la religión por ser poco científica, en ocasiones enfatizaba la necesidad de tener fe en la capacidad de los extraterrestres para transformarlos.

## Estilo de vida nómada

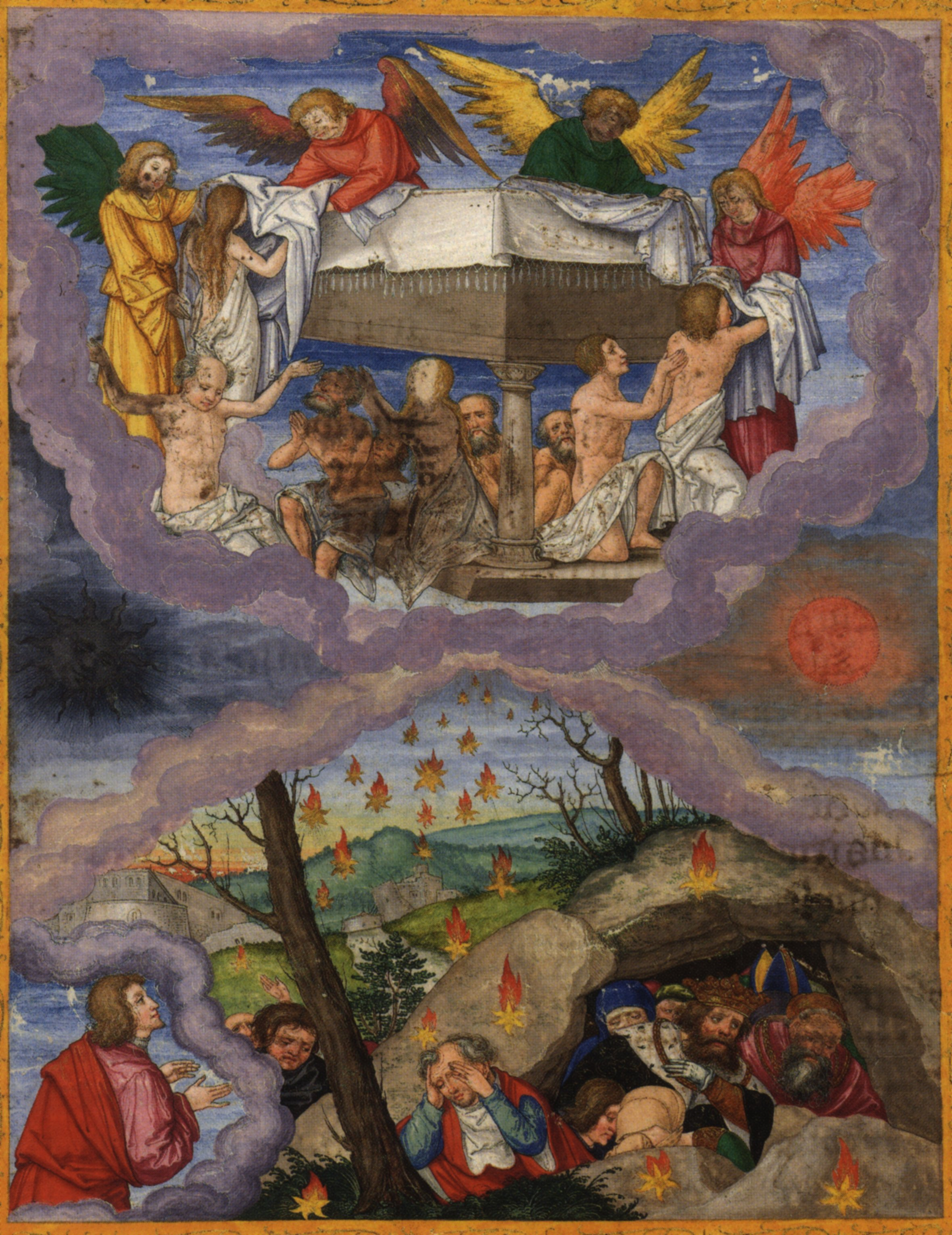
Una ilustración de una escena del Apocalipsis. Applewhite creía que describía interacciones entre los humanos y los extraterrestres.

Para 1975, Applewhite y Nettles habían adoptado los nombres «Bo» y «Peep».
Tenían alrededor de setenta seguidores y se veían a sí mismos como pastores ocupados con su rebaño. Applewhite creía que la separación completa respecto de los deseos terrestres era un prerrequisito para ascender al Siguiente Nivel y hacía hincapié en los pasajes del Nuevo Testamento donde Jesús hablaba sobre abandonar el cariño por lo mundano. Se instruía a los miembros para que, por lo tanto, abandonaran a sus amigos, su familia, los medios de comunicación, las drogas, el alcohol, las joyas, el vello facial y su sexualidad. Lo que es más, se requería que adoptaran nombres bíblicos. Applewhite y Nettles pronto les pidieron que adoptaran nombres de dos sílabas que terminaran en «ody» y que tuviera tres letras en la primera sílaba,
como Rkkody, Jmmody y Lvvody; Applewhite aclaró que estos nombres remarcaban que sus seguidores eran niños espirituales.
Applewhite, Nettles y sus seguidores vivían lo que el experto en religión James R. Lewis describe como «un estilo de vida cuasinómada». Solían pasar la noche en cámpines remotos y no hablaban sobre sus creencias.
Applewhite y Nettles dejaron de organizar reuniones públicas en abril de 1975, y para esa época pasaban poco tiempo enseñándole la doctrina a sus conversos. Los líderes, además, tenían poco contacto con sus seguidores dispersos, muchos de los cuales renunciaron a su lealtad.
Applewhite y Nettles temían que los asesinaran, y les enseñaban a sus seguidores que sus muertes serían similares a las de los dos testigos del Apocalipsis.
Balch y Taylor creen que la experiencia de Applewhite en prisión y el rechazo inicial del público contribuyeron a este miedo.
Más tarde, Applewhite y Nettles les explicaron a sus seguidores que la manera en que la prensa los trataba era una especie de asesinato y que su profecía se había cumplido.
Applewhite tenía una vista materialista de la Biblia: la veía como el registro del contacto extraterrestre con la humanidad.
Tomaba muchas ideas del libro del Apocalipsis, aunque evitaba usar la terminología teológica tradicional y empleaba un tono de cierta manera negativo para hablar del cristianismo.
Leía unos pocos versos y nunca trataba de desarrollar un sistema teológico.
A principios de 1976, Applewhite y Nettles ya habían adoptado los nombres «Do» y «Ti»;
Applewhite decía que estos nombres no tenían significado alguno.
En junio de 1976, reunieron a los seguidores que les quedaban en el Bosque Nacional Medicine Bow, al sudeste de Wyoming, con la promesa de que recibirían la visita de unos ovnis.
Más tarde, Nettles anunció que la visita había sido cancelada. La pareja, luego, separó a los seguidores en grupos pequeños, que denominaron «star clusters» (en español, ‘grupos de estrellas’).
Entre 1976 y 1979, el grupo vivió en cámpines, por lo general cerca de las Montañas Rocosas o en Texas.
Applewhite y Nettles comenzaron a exigirles más a sus seguidores, que hasta ese momento habían tenido vidas vagamente estructuradas, lo que los ayudó a mejorar la retención de los miembros de la secta.
Solían comunicarse con sus discípulos por escrito o a través de sus asistentes y remarcaban cada vez más que eran la única fuente de la verdad: rechazaron la idea de que los miembros pudiesen recibir revelaciones individuales para tratar de prevenir escisiones.
Applewhite también intentó evitar que sus seguidores desarrollaran amistades cercanas, ya que temía que las uniones pudieran llevar a la insubordinación.
Applewhite y Nettles insistían con que sus seguidores practicaran lo que él mencionaba como «flexibilidad»: obediencia estricta a sus cambiantes órdenes, a menudo contradictorias entre sí.
Ambos líderes limitaban los contactos del grupo con las personas que no pertenecieran al movimiento, incluso con aquellos que podrían haber estado interesados en unirse, para evitar de manera ostensible infiltrados de partidos hostiles. En la práctica, esto hacía que sus seguidores dependieran completamente de ellos.
Applewhite instruía a sus discípulos para que fuesen como niños o mascotas sumisos: su única responsabilidad era la de obedecer a sus líderes.
Se alentaba a los miembros a que buscaran constantemente la aprobación de Applewhite y a menudo se preguntaban a sí mismos qué harían sus líderes cuando tomaban una decisión.
Para sus seguidores, no parecía un dictador: muchos de ellos lo consideraban tranquilo y paternal.
En su estudio del grupo del año 2000, Winston Davis señaló que Applewhite dominó el «fino arte del entretenimiento religioso» y notó que muchos de sus discípulos parecían disfrutar su servicio.
Applewhite organizaba rituales en apariencia arbitrarios que tenían la intención de instalar un sentido de la disciplina en sus seguidores; se refería a estas tareas como «juegos».
También veía programas de televisión de ciencia ficción con el resto del grupo.
En vez de dar órdenes directas, intentaba expresar sus preferencias y hacía de cuenta que le daba opciones a sus discípulos.
Remarcaba que los estudiantes eran libres de desobedecer si lo querían, lo que, según Lalich, daba la «ilusión de poder elegir».

## Alojamiento y control
A finales de los años setenta, el grupo recibió una gran suma de dinero, posiblemente una herencia de un miembro o donaciones de las ganancias de los seguidores.
Applewhite y Nettles usaron este capital para alquilar casas, primero en Denver y después en la zona de Dallas.
Tenían alrededor de cuarenta seguidores en ese entonces y vivían en dos o tres casas: los líderes, por lo general, tenían su propia casa.
El grupo guardaba en secreto su estilo de vida y cubría las ventanas de sus residencias.
Applewhite y Nettles manejaban las vidas de sus discípulos como en un campo de entrenamiento para prepararlos para el Siguiente Nivel; se referían a su casa como una «nave» y reglamentaban todo lo que sucedía minuto a minuto.
Alentaban a los estudiantes que no se adaptaban a este estilo de vida a que se fueran y les brindaban ayuda financiera.
Lifton ha dicho que Applewhite prefería «calidad antes que cantidad» en sus seguidores, aunque ocasionalmente hablaba sobre ganar más conversos.
Applewhite y Nettles a veces hacían cambios repentinos y drásticos en el grupo.
En una ocasión, en Texas, les dijeron a sus seguidores que los visitarían los extraterrestres y les pidieron que esperaran fuera toda la noche; luego, les informaron que había sido solo una prueba.
Lalich vio esto como una manera de aumentar la devoción de los estudiantes, para que su compromiso con la secta no estuviera ligado solamente a la visión de milagros concretos.
Los miembros se desesperaban por la aprobación de Applewhite y este usaba la desesperación para controlarlos.
En 1980, Applewhite y Nettles tenían alrededor de ochenta seguidores, y muchos de ellos tenían trabajos, sobre todo con computadoras o como mecánicos de automóviles.
En 1982, Applewhite y Nettles permitieron a sus discípulos que llamaran a sus familias.
En 1983 relajaron aún más los controles y permitieron visitar a sus familiares en el Día de la Madre.
Se les permitía quedarse por poco tiempo y se los instruía para que le dijeran a sus familias que estaban estudiando informática en un monasterio. La intención de estas vacaciones era tranquilizar a las familias y demostrarles que los discípulos seguían con el grupo por su propia voluntad.

## Fallecimiento de Nettles
En 1983, Nettles se sometió a una operación para la extirpación de un ojo, como resultado de un cáncer diagnosticado varios años antes. Vivió dos años más y finalmente falleció en 1985. Applewhite les dijo a sus seguidores que había viajado al Siguiente Nivel porque tenía demasiada energía como para permanecer en la Tierra y que había abandonado su cuerpo para hacer el viaje.
Su intento de explicar la muerte de su compañera con los términos de la doctrina del grupo tuvo éxito y evitó que se fueran casi todos los miembros: solo lo abandonó uno. Applewhite, sin embargo, cayó en una depresión profunda.
Decía que Nettles todavía se comunicaba con él, pero sufrió de una crisis de fe. Sus estudiantes lo apoyaron durante esta época y lo animaron en gran medida.
Más tarde organizó una ceremonia donde se casó de manera simbólica con sus seguidores; según Lalich, se trató de un intento de asegurar su unidad.
Applewhite les dijo a sus seguidores que Nettles lo había dejado porque aún tenía cosas que aprender; sentía que ella tenía un rol espiritual más alto que el suyo.
Comenzó a identificarla como «el Padre» y desde entonces se refirió muchas veces a ella con pronombres masculinos.
Applewhite comenzó a aplicar una jerarquía muy estricta: les enseñaba a sus estudiantes que necesitaban que los guiara para llegar al Siguiente Nivel. Zeller notó que esto aseguraba que no hubiera posibilidades de que el grupo continuara si él fallecía.
La única manera de salvarse era cultivar una relación con Applewhite; animaba a sus seguidores a verlo como a Jesucristo.
Zeller mencionó que el antiguo enfoque del grupo en las elecciones individuales fue reemplazado por un énfasis en la figura de Applewhite como mediador.
Applewhite mantuvo algunos aspectos de sus enseñanzas científicas, pero, en los años ochenta, el grupo se convirtió en algo más parecido a una religión por su enfoque en la fe y la sumisión ante la autoridad.
Después de la muerte de Nettles, Applewhite también alteró su punto de vista sobre la elevación: antes, enseñaba que el grupo ascendería de forma física desde la Tierra y que la muerte les permitiría reencarnar, pero el fallecimiento de su compañera lo obligó a aceptar que la ascensión podía ser meramente espiritual.
Más tarde, llegó a la conclusión de que su espíritu había viajado a una nave espacial y había recibido un cuerpo nuevo, y que les pasaría lo mismo a sus seguidores.
Según esta visión, el cielo bíblico era en realidad un planeta al que iban los seres muy evolucionados y se requería que los cuerpos físicos ascendieran hasta allí.
Applewhite creía que una vez que alcanzaran el Siguiente Nivel, facilitarían la evolución en otros planetas.
Hacía hincapié en que Jesucristo, que según él era un extraterrestre, vino a la Tierra, fue asesinado y volvió de la muerte con otro cuerpo antes de transportarse a una nave espacial.
Según la doctrina de Applewhite, Cristo podía permitir la entrada al cielo pero había descubierto que la humanidad no estaba lista para ascender la primera vez que bajó a la Tierra.
Creía que los humanos tenían la oportunidad de alcanzar el Siguiente Nivel cada dos milenios, y la primera oportunidad que se presentaría para llegar al Reino de los Cielos desde los tiempos de Jesucristo sería a principios de los años noventa.
Zeller notó que sus creencias se basaban en la Biblia cristiana pero interpretada a través de la lente de la creencia en el contacto extraterrestre con la humanidad.
Applewhite enseñaba que él era un walk-in, es decir, una persona cuya alma original había dejado su cuerpo y la había reemplazado por un alma nueva; este concepto había ganado popularidad durante el movimiento de la nueva era, a finales de los años setenta. Los walk-in se consideraban seres superiores que tomaban el control de cuerpos adultos para impartir sus enseñanzas a la humanidad. Este concepto complementaba el punto de vista de Applewhite sobre la resurrección: creía que las almas de su grupo serían transportadas a una nave espacial, donde entrarían a cuerpos nuevos.
Applewhite abandonó la metáfora de la mariposa para pasar a describir el cuerpo como un mero recipiente, es decir, un vehículo por el cual las almas podían entrar y salir.
Este dualismo puede haber sido producto de las enseñanzas cristianas que Applewhite recibió cuando era joven;
Lewis escribió que las enseñanzas del grupo tenían «elementos cristianos que básicamente se injertaban en una matriz de la nueva era».
En un perfil del grupo para Newsweek, Kenneth Woodward comparó su dualismo con el del gnosticismo cristiano antiguo, aunque Peters notó que sus ideas teológicas se distinguen del gnosticismo porque privilegian el mundo físico.
Durante el duelo por la muerte de Nettles, Applewhite fue volviéndose cada vez más paranoico y temía que hubiera una conspiración contra su grupo.
Un miembro que se unió a mediados de los años ochenta recordó que Applewhite evitaba nuevos conversos, ya que le preocupaba que hubiese infiltrados.
Temía que un gobierno atacara su casa y hablaba muy bien de los defensores judíos de Masada en el Israel antiguo, quienes mostraron total resistencia al Imperio Romano.
Además, empezó a hablar sobre el fin del mundo, y comparó a la Tierra con un jardín lleno de maleza que necesitaba ser reciclado o rectificado y a la humanidad con un experimento fallido.
En concordancia con la metáfora del jardín, declaró que la Tierra sería, efectivamente, reciclada.
Woodward notó que las enseñanzas de Applewhite sobre el reciclaje de la Tierra son similares a las perspectiva del tiempo como un ciclo propia del budismo.
Applewhite también usó conceptos de la nueva era, pero se diferenciaba de este movimiento en que predecía que pronto ocurrirían cambios apocalípticos, más que utópicos, en la Tierra.
Pensaba que la mayoría de los humanos tenían el cerebro lavado por Lucifer, pero que sus seguidores podrían huir de su control.
Citó de manera específica los deseos sexuales como una muestra del trabajo de Lucifer.
Además, declaró que había extraterrestres malvados, a quienes se refería como «luciferinos», que buscaban frustrar su misión.
Sostenía que muchos prominentes maestros de moral y abocados a la rectitud política eran, en realidad, luciferinos.
Esta temática apareció en 1988, probablemente en respuesta a las escabrosas historias de abducciones de extraterrestres que adquirieron popularidad en ese momento.

## Miembros de la secta
A finales de los años ochenta, el grupo mantuvo un perfil bajo; pocas personas sabían que aún existía.
En 1988, enviaron por correo un documento que detallaba sus creencias a varias organizaciones del movimiento de la nueva era.
El correo contenía información sobre su historia y aconsejaba a las personas que leyeran varios libros, que se enfocaban principalmente en la historia del cristianismo y en los ovnis.
Con excepción del documento de 1988, el grupo de Applewhite pasó desapercibido hasta 1992, cuando grabaron una serie en video de doce partes que se transmitió vía satélite.
Esta serie hacía hincapié en varias de las enseñanzas de la actualización de 1988, pero presentaba también una «mente universal» de la que podrían formar parte sus espectadores.
A lo largo de la existencia del grupo, varios cientos de personas se unieron y lo abandonaron.
A principios de los años noventa, su nivel de miembros decayó y llegó a números tan bajos como veintiséis; estos problemas pusieron a Applewhite en alerta.
En mayo de 1993, el grupo adoptó el nombre «Total Overcomers Anonymous» (en español, «Dominadores totales anónimos»). Luego, invirtieron 30 000 dólares estadounidenses en la publicación de una publicidad de página completa en el periódico USA Today que alertaba de la sentencia catastrófica que le caería a la Tierra.
Esta publicación provocó que alrededor de veinte antiguos miembros regresaran al grupo.
Esto, junto con una serie de conferencias públicas en 1994, causó que el número de miembros se duplicara con respecto al principio de la década.
Para esta época, Applewhite no reglamentaba la vida de sus discípulos de manera tan estricta como lo había hecho antes y pasaba menos tiempo con ellos.
A principios de los años noventa, Applewhite subió algunas de sus enseñanzas a la Internet, pero se sorprendió por las críticas que recibió.
Ese año, habló por primera vez de la posibilidad del suicidio como una manera de llegar al Siguiente Nivel.
Explicó que todo lo «humano» tenía que abandonarse, incluyendo el cuerpo, antes de poder ascender.
Luego, renombró la organización como «Heaven's Gate» (en español, «Puerta del Cielo»).
Davis sugirió que este rechazo cibernético pudo haberlo alentado a intentar dejar la Tierra.
Desde junio hasta octubre de 1995, el grupo vivió en una parte rural de Nuevo México.
Compraron 40 acres (0,16 km²) de tierra y construyeron un complejo habitacional, al que llamaban la «Nave terrestre», con neumáticos y madera;
Applewhite esperaba establecer un monasterio.
Se trató de una empresa complicada, ya que Applewhite ya tenía una edad avanzada: no gozaba de buena salud y, en un punto, temió sufrir de cáncer.
Lifton notó que el liderazgo activo de Applewhite del grupo probablemente le causó una fatiga severa en sus últimos años.
El invierno fue muy frío y decidieron abandonar el plan.
Desde ese momento, vivieron en varias casas en la zona de San Diego.
El grupo aumentó aún más su enfoque en la supresión del deseo sexual; Applewhite y otros siete miembros optaron por la castración quirúrgica.
Al principio les costó encontrar un cirujano dispuesto a hacerlo, pero finalmente encontraron uno en México.
Según su punto de vista, la sexualidad era una de las fuerzas más poderosas que ligaban a los humanos con sus cuerpos y que, por lo tanto, dificultaba la evolución al Siguiente Nivel; enseñaba que los seres en el Siguiente Nivel carecían de órganos reproductores, mientras que los luciferinos sí tenían géneros.
También citaba un verso del Nuevo Testamento que decía que no habría matrimonios en el cielo.
Además, requirió que los miembros adoptaran vestimenta y cortes de cabello similares, posiblemente para reafirmar que eran una familia no sexual.

## Suicidio

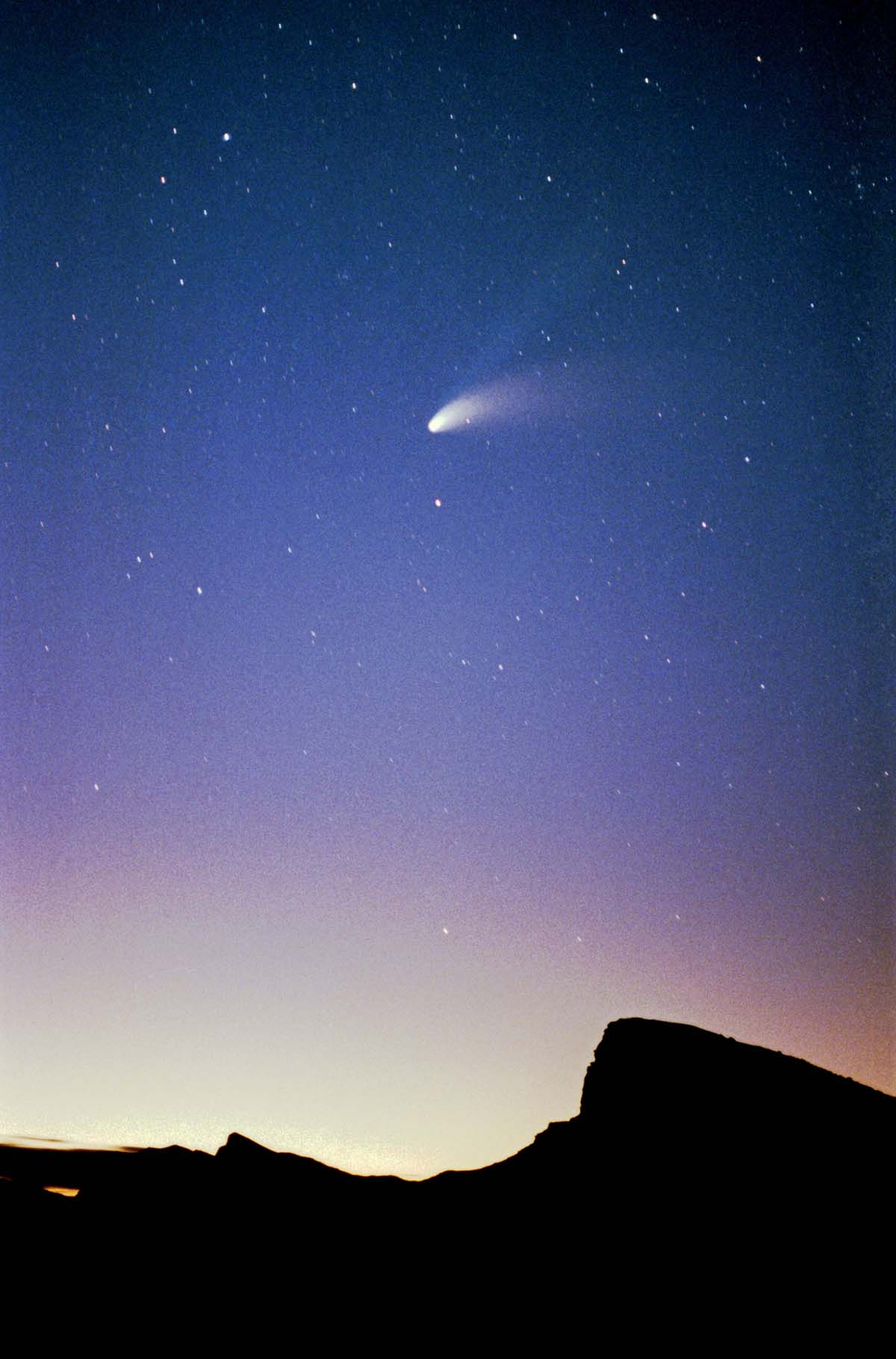
El cometa Hale-Bopp sobre California en abril de 1997.

En octubre de 1996, el grupo alquiló una mansión en el Rancho Santa Fe (en el estado de California).
Ese año, grabaron dos mensajes en video en los cuales ofrecían a sus espectadores una «última oportunidad para abandonar la Tierra».
Aproximadamente al mismo tiempo, descubrieron que se estaba acercando al planeta el cometa Hale-Bopp.
Applewhite creía que Nettles estaba a bordo de una nave espacial arrastrando el cometa, y que planeaba encontrarse con ellos.
Le dijo a sus seguidores que la estela los transportaría a un destino empíreo, y que había una conspiración del gobierno para evitar que se hablara de la nave.
Además, declaró que sus seguidores fallecidos también viajarían en la estela, una creencia que se parecía a la doctrina cristiana del arrebatamiento.
No se sabe cómo descubrió que el cometa pasaría de la Tierra o por qué creía que lo acompañaban extraterrestres.
A finales de marzo de 1997, el grupo se aisló a sí mismo y grabó declaraciones de despedida.
Muchos miembros alabaron a Applewhite en sus mensajes finales;
Davis describió sus comentarios como «regurgitaciones del gospel de Do».
Applewhite grabó un video poco antes de su muerte, donde calificó los suicidios como la «salida final» del grupo y señaló que «odiaban este mundo con toda honestidad».
Lewis conjeturó que Applewhite decidió el suicidio en ese momento porque había dicho que el grupo ascendería durante su vida y, por lo tanto, de esta manera sería inviable que eligieran a un sucesor.

## Suicidio colectivo
Los integrantes de esta secta suponían que eran extraterrestres. Entregaron sus pertenencias y los hombres de la secta se dejaron castrar. En vísperas de su suicidio, bebieron zumo de limón a fin de purificar su cuerpo.
Los 39 cadáveres fueron encontrados el 26 de marzo de 1997 en una localidad del municipio Rancho Santa Fe, al norte de San Diego, en el estado de California. Sus muertes se debieron a una sobredosis del conocido barbitúrico llamado fenobarbital mezclado con zumo de manzana y vodka.
La experta en religión Catherine Wessinger planteó que los suicidios comenzaron el 22 de marzo.
La mayoría de los miembros consumieron barbitúricos y alcohol y después se pusieron bolsas en las cabezas. Calzaban zapatos marca Nike y vestían uniformes negros con parches que decían «Heaven's Gate Away Team».
Junto a la mayoría de los cuerpos, se encontraron bolsos con unos pocos dólares y una forma de identificación.
Las muertes tuvieron lugar durante tres días y Applewhite fue uno de los últimos cuatro que fallecieron; tres asistentes lo ayudaron a suicidarse y después ellos también se suicidaron.
El departamento de policía recibió una llamada anónima para que registraran la mansión; el 26 de marzo, encontraron treinta y nueve cuerpos en el lugar.
Fue el mayor suicidio colectivo de la historia de los Estados Unidos.
Los detectives encontraron el cuerpo de Applewhite sentado en la cama del principal dormitorio de la mansión.
Los forenses determinaron que su miedo al cáncer era infundado, pero que sufría de ateroesclerosis coronaria.
Las muertes tuvieron un gran eco en los medios de comunicación: la cara de Applewhite apareció en las portadas de las revistas Time y Newsweek del 7 de abril.
Su mensaje final fue transmitido en gran escala; Hugh Urban de la Universidad Estatal de Ohio ha descrito su aparición en el video como «salvaje y muy alarmante».
Los productores de la serie de televisión animada estadounidense Padre de familia satirizaron a Applewhite en un episodio, donde se le mostró atrayendo adolescentes a una secta y envenenándolos.
Tras su muerte, los medios publicaron un vídeo, en el que aparecieron todos los cadáveres acomodados en literas, cubiertos con cobijas púrpuras y calzados con zapatillas nuevas marca Nike. Todos portaban también equipaje y dinero como «derechos de alquiler» para su cuerpo, que lo contemplaron ellos, como «contenedor» para sus almas tipo ovni.

## Análisis
Aunque muchos periodistas y comentaristas conocidos, incluyendo a la psicóloga Margaret Singer, sugirieron que Applewhite lavó el cerebro a sus seguidores, la mayoría de los académicos rechazaron esta idea.
Lalich sugirió que estaban dispuestos a suicidarse con Applewhite porque se habían convertido en seres totalmente dependientes de él y por lo tanto no podían vivir en su ausencia.
Davis atribuye el éxito de Applewhite para convencer a sus seguidores de suicidarse a dos factores: los aisló de la sociedad y cultivó una actitud de obediencia religiosa completa en ellos.
Los estudiantes de Applewhite habían hecho un compromiso a largo plazo con él, y Balch y Taylor infirieron que esta es la razón por la que sus interpretaciones de los eventos les parecían coherentes.
La mayoría de los fallecidos habían sido miembros por casi veinte años, aunque unos pocos eran conversos recientes.
Lewis sostuvo que Applewhite efectivamente controlaba a sus seguidores con la artimaña de expresar sus ideas con términos cotidianos.
Richard Hecht de la Universidad de California en Santa Bárbara se mostró de acuerdo con esta idea y añadió que los seguidores se suicidaron porque creyeron la narrativa que había construido, más que por el control psicológico que ejerció sobre ellos.
En su estudio de los movimientos apocalípticos del año 2000, John R. Hall sostuvo que se vieron motivados para suicidarse porque lo veían como una manera de demostrar que habían conquistado su miedo a la muerte y que le creían verdaderamente a Applewhite.
Urban escribió que la vida de Applewhite mostró «la intensa ambivalencia y la alienación compartida por muchos individuos perdidos en la sociedad capitalista del siglo XX».
Notó que las críticas de Applewhite hacia la cultura contemporánea en ocasiones eran similares a las de Jean Baudrillard, particularmente por sus puntos de vista nihilistas.
Urban escribió que Applewhite no encontró otra salida que el suicidio para escapar de la sociedad que lo rodeaba y declaró que la muerte le ofrecía una manera de escapar de su «círculo sin fin de seducción y consumo».
En su cobertura de los suicidios, varios medios de comunicación se enfocaron en la sexualidad de Applewhite; el New York Post lo llamó «el gurú gay».
Troy Perry, activista por los derechos de los homosexuales, comentó que la represión de Applewhite y el rechazo de la sociedad hacia las relaciones entre personas del mismo sexo lo llevó a suicidarse. La mayoría de los académicos rechazaron esta idea.
Zeller sostuvo que la sexualidad de Applewhite no fue el motivo principal que lo llevó al ascetismo, sino que cree que esto se debió a varios factores, aunque aceptó que la sexualidad tuvo cierto peso.
Lalich afirmó que Applewhite «cumplía con los requisitos tradicionales de un líder carismático», y Evan Thomas lo catalogó como un «manipulador maestro».
Lifton comparó a Applewhite con Shoko Asahara, el fundador de Aum Shinrikyo, y lo describió como «igual de controlador; su paranoia y megalomanía eran suaves pero siempre estaban presentes».
Christopher Partridge de la Universidad de Lancaster declaró que Applewhite y Nettles eran similares a los líderes religiosos John Reeve y Lodowicke Muggleton, quienes fundaron el muggletonianismo, un movimiento milenarista de la Inglaterra medieval.